# Ritratto di giovane dama
Il Ritratto di giovane dama (variamente intitolato come Ragazza di profilo, Ritratto di dama, ecc.) è un dipinto a tecnica mista su tavola (45,5x32,7 cm) dal 2014 attribuito a Piero del Pollaiolo, databile al 1470-1472 circa e conservato nel Museo Poldi Pezzoli di Milano, dove è utilizzato come simbolo stesso del museo.

## Storia
L'opera è il più celebre e uno dei meglio conservati ritratti di dama di profilo: uno si trova agli Uffizi di Firenze, uno agli Staatliche Museen di Berlino, uno al Metropolitan Museum di New York e uno infine all'Isabella Stewart Gardner Museum di Boston. Simile fisiognomicamente è anche il Ritratto di fanciulla di Andrea della Robbia.
Non è chiaro chi sia la donna effigiata nel ritratto milanese: si sono fatti vari nomi, tra cui quelli della moglie del banchiere Giovanni de' Bardi (secondo l'iscrizione sul retro probabilmente fasulla "UXOR JOHANNIS DE BARDI") o di Marietta Strozzi o ancora di una Belgioioso. In ogni caso l'opera, eseguita a Firenze, è uno dei simboli dell'eleganza fiorentina nel XV secolo.
L'opera venne segnalata nel XIX secolo da Giovanni Battista Cavalcaselle come nelle collezioni Borromeo e non si conosce quando Gian Giacomo Poldi Pezzoli, erede da parte di madre delle fortune dei Trivulzio, entrò in possesso dell'opera, che venne trasferita al neonato museo tramite legato nel 1879. Il dipinto venne restaurato nel 1951 da M. Pellicioli, che ne riscontrò l'eccellente stato di conservazione. Una trasposizione sintetica del ritratto, ideata da Italo Lupi, simboleggia oggi le due "P" nel simbolo grafico della sigla del museo.

## Descrizione e stile
La donna è raffigurata sullo sfondo di un cielo azzurro solcato da alcune nubi, posta di profilo, secondo l'usanza tipica delle corti italiane che, tramite il modello umanistico del vir illustris, si ispiravano ai modi della medaglistica imperiale romana. L'ambientazione all'aria aperta segna la perfetta armonia tra natura e bellezza femminile, secondo un ideale classico recuperato nel Rinascimento.
La fanciulla è ritratta fino alle spalle, con una leggera torsione del busto che permette di vedere la forma della scollatura. Grandissima attenzione è data alla descrizione della veste, dei gioielli e dell'elaboratissima acconciatura, sottolineando il carattere nobile e benestante della donna. Il corpetto è piuttosto scollato e aderente, allacciato sul davanti con una serie ravvicinata di bottoni e tipico della moda giovanile dell'epoca. La manica in velluto presenta un motivo floreale reso con sinteticità, senza ricorrere agli effetti lenticolari della pittura fiamminga. A quell'epoca le maniche erano tra le parti più importanti degli abiti, spesso intercambiabili e decorate da gioielli, tanto da essere spesso inventariate tra le gioie di famiglia. Si avvicina all'arte fiamminga invece la straordinaria attenzione ai valori della luce, che definisce con vari effetti i numerosi materiali raffigurati: dalla brillantezza delle perle alla lucentezza dei capelli, dalla delicatezza dell'incarnato fino ad effetti virtuosistici come il velo che copre delicatamente l'orecchio.
I capelli sono raccolti nell'acconciatura detta "a vespaio", con un vezzo di perle, con al centro in questo caso un vistoso diadema con pietre preziose, che trattiene i capelli in una crocchia elaborata girando dietro la nuca e tenendo anche un velo trasparente che copre le orecchie
I gioielli che essa indossa (perle e rubino) sembrano rimandare a significati nuziali, suggerendo una possibile destinazione del ritratto come parte della dote o come dono per la famiglia dello sposo prima della sigla del contratto matrimoniale. Le perle infatti alludono alla purezza verginale e il rubino al rosso dell'amore.
Il profilo si staglia con forza dallo sfondo, con una linea di contorno netta ed espressiva (il cosiddetto "primato del disegno"), che fu una delle caratteristiche più tipiche dell'arte fiorentina della seconda metà del XV secolo.